# 国立国際美術館
国立国際美術館（こくりつこくさいびじゅつかん）は、大阪市北区中之島にある、独立行政法人国立美術館が管轄する美術館である。収蔵品は第二次世界大戦以後の国内外の現代美術が中心だが、現代美術以外の企画展なども開催している。設立は1977年（昭和52年）。当初は大阪府吹田市の万博記念公園にあったが、2004年（平成16年）に現在地へ移転した。

## 概要
設計者は建築家シーザー・ペリ。大阪市立科学館に隣接する敷地に、美術館としての機能を果たす主要部分を全て地下に収めたユニークな建物で、エントランス・講堂、レストラン、ミュージアムショップなどは地下1階に、展示室及び収蔵庫は地下2・3階にある。展示室のうち、企画展（現代美術に限らず、新聞社主催の様々な展覧会が開催される）は地下3階で、所蔵作品展（および、現代美術の若手など重要な作家を紹介する企画展シリーズ）は地下2階で行われている。

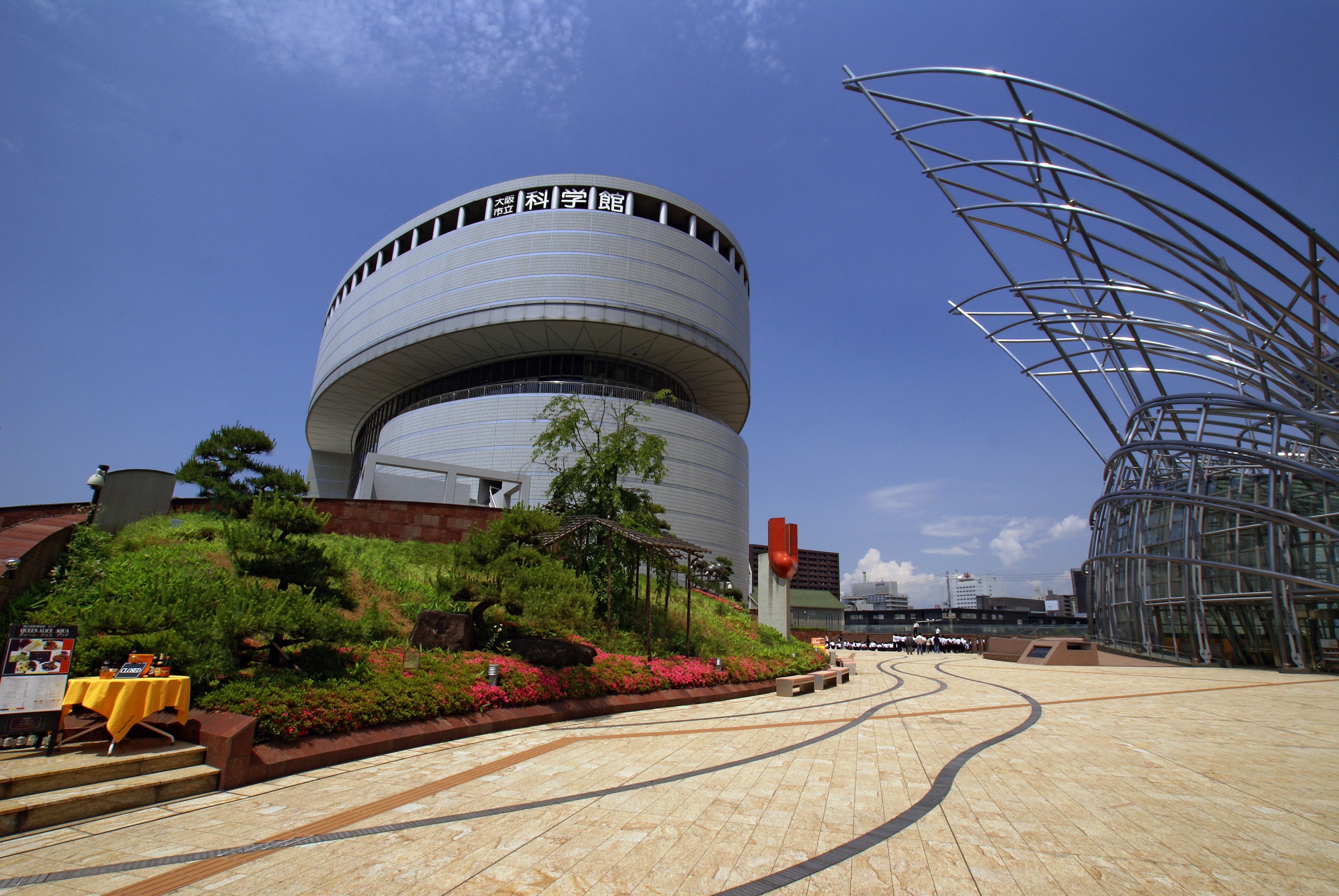
大阪市立科学館と国立国際美術館
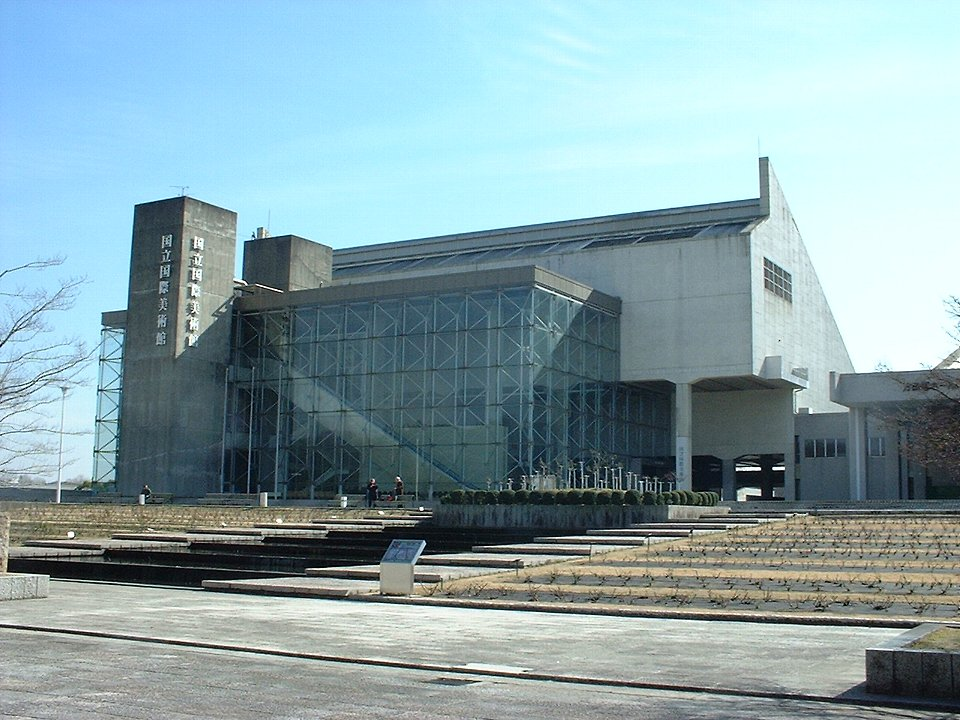
万博記念公園にあった頃の国際美術館（2004年2月）

主に1945年以降の国内外の現代アートを国内最大規模の約8,000点所蔵しており、年に数回魅力あるテーマで展示替えをする所蔵作品展では、現代美術を語る上で重要な作家や作品を紹介している。

## 沿革
- 1974年4月11日 - 文化庁に国立国際美術館（仮称）設立準備室を設置[1]。
- 1975年12月20日 - 旧万国博美術館の施設を日本万国博覧会記念協会から無償譲渡[1]。
- 1977年[1]
  - 5月20日 - 文部省設置法を改正し国立国際美術館を設置。
  - 10月14日 - 開館。
- 1978年6月2日 - 大橋嘉一コレクション828点が寄贈される[1]。
- 1992年9月10日 - 臨時評議員会にて新築移転を審議[1]。
- 1993年4月6日 - 大阪市内への新築移転方針を決定[1]。
- 1994年4月20日 - 新築移転先を大阪市中之島の大阪市立科学館地下に決定[1]。
- 1995年10月6日 - 建設省近畿地方建設局が新館基本設計者にシーザー・ペリ＆アソシエーツを選定[1]。
- 1996年3月20日 - 新館基本設計完成[1]。
- 1998年3月20日 - 新館実施設計完成[1]。
- 1999年1月19日 - 新館着工[1]。
- 2004年[1]
  - 1月17日 - 初代美術館閉館。
  - 3月26日 - 新館竣工。
  - 11月3日 - 新館開館。

## 歴代館長
- 本間正義（1977年4月1日-1981年7月31日）[1]
- 小倉忠夫（1981年8月1日-1986年3月31日）[1]
- 三木多聞（1986年4月1日-1992年3月31日）[1]
- 木村重信（1992年4月1日-1998年3月31日）[1]
- 宮島久雄（1998年4月1日-2005年3月31日）[1]
- 建畠晢（2005年4月1日-2011年3月31日）[1]
- 山梨俊夫（2011年4月1日-2021年3月31日）[1]
- 島敦彦（2021年4月1日‐）

## 万博公園の旧館
1970年（昭和45年）、大阪府吹田市で日本万国博覧会が開催された際、世界各国から集められた美術品を展覧するため、日本庭園とお祭り広場の間に川崎清設計による「万国博美術館」が建設された。石井幹子も照明デザイナーとして携わり傾斜屋根に自動調光システムを組み込み自然光を巧みに取り込み、展示室には天井つり装置・作品を掛けやすい壁の特殊ネット・固定ショーケース・自由に動かせる展示パネルを設け幅広く作品を展示しやすい構造も意識された。
美術展示プロデューサーと館長には富永惣一が就任し東洋と西洋を区別せず全世界的観点から美術史を展望する形として東西の表現を並列に配置し比較対照する展示方法をとり、有史以前から6世紀ごろまでの原始美術を扱う「創造のあけぼの」、シルクロードを通じた東西世界の文化交流の影響を扱う「東西の交流」、仏教・キリスト教の宗教美術を扱う「聖なる造形」、絵画が芸術活動の主体となった中国宋時代以降・日本鎌倉時代以降・西欧ルネサンス以降の作品を扱う「自由への歩み」、1890年代から現代にかけての近現代美術を扱う「現代の躍動」の5つの部門から構成され野外にも現代美術作品を配し44カ国から計719点を作品保護による入れ替えを行いつつ展示し期間中延べ1,775,173人が入場した。1971年1月に全展示作品の返却を終了し、9月に日本万国博覧会記念協会に継承された。
万博終了後のパビリオン取り壊しの最中、この建物は美術館としての再利用を期待して残された。当初はこれを利用して大阪府立現代美術館とする案もあったが、紆余曲折の上、国立の美術館が開設されることとなった。これが1977年に開館した国立国際美術館である。
世界の現代美術を体系的に収集し、多くの企画展を開催してきたが、建物の老朽化と収蔵スペースの狭隘化に伴い万博記念公園から大阪市の中心地である中之島に新館を建設して移転することとなり、2004年1月休館、建物は取り壊され駐車場となった。国立国際美術館は2004年11月、中之島において再開館し現在に至っている。
建築概要
- 着工：1968年7月27日
- 竣工：1969年10月31日
- 設計：建築研究協会
- 施工：安藤建設、住友建設、東海興業、日産建設
- 構造：鉄筋コンクリート造4階建・塔屋1階
- 敷地面積：16,000m2
- 建築面積：6,242.84m2
- 延床面積：10,418.40m2（1階4131.53m2、2階2,285.99m2、3階1,850.24m2、4階1,604.86m2、塔屋545.73m2[2]）
- 展示面積：4,650m2
- 屋外施設面積：2,838.53m2

## 主な収蔵品
ポール・セザンヌ、パブロ・ピカソ、マックス・エルンスト、藤田嗣治、国吉康雄ら戦前の代表的な作家の作品がいくつかある以外は、全て戦後の作品である。1978年に大橋化学工業の創業者で現代美術コレクターでもあった大橋嘉一のコレクションから、具体美術協会の作品など828点を遺贈されている。

### 建物と一体型の作品
地下1階のエントランスには建物と一体型の作品がある。これらは万博公園にあった旧館から引き継いでいる。
- アレクサンダー・カルダー『ロンドン』（1962年）立体（モビール）
- ジョアン・ミロ『無垢の笑い』（1969年）陶板画（元は大阪万博のガスパビリオンのために制作された）
- 高松次郎『影』（1977年）絵画

### その他収蔵品
- アンディ・ウォーホル『4フィートの花』（1964年）絵画
- マックス・エルンスト『灰色の森』（1927年）絵画
- ワシリー・カンディンスキー『絵の中の絵』（1929年）絵画
- アンゼルム・キーファー『星空』（1995年）絵画
- フランク・ステラ『グレー・スクランブルXII ダブル』（1968年）絵画
- ポール・セザンヌ『宴の準備』（1890年）絵画
- ウィレム・デ・クーニング『水』（1970年）絵画
- ジャン・デュビュッフェ『愉快な夜』（1949年）絵画
- パブロ・ピカソ『道化役者と子供』（1905年）絵画
- パブロ・ピカソ『ポスターのある風景』（1912年）絵画
- パブロ・ピカソ『肘かけ椅子に坐る裸婦』（1964年）絵画
- ルーチョ・フォンタナ『空間概念』（1961-62年）絵画
- ジャスパー・ジョーンズ『旗』（1970年）立体
- ベルント&ヒラ・ベッヒャー『冷却塔』（1986年）写真
- ドナルド・ジャッド『無題』（1977年）立体
- クリストとジャンヌ＝クロード『包まれたポン・ヌフ（パリのためのプロジェクト）』（1981年）コラージュ
- バーネット・ニューマン『夜の女王I』（1951年）絵画
- ゲルハルト・リヒター『抽象絵画 (648-1)』（1987年）絵画
- ソフィ・カル『B,C,W』（1998年）写真
- トーマス・シュトゥルート『渋谷交差点、東京』（1991年）写真
- アルベルト・ジャコメッティ『ヤナイハラI』（1960年）立体
- 藤田嗣治『横たわる裸婦（夢）』（1925年）絵画
- 舟越保武『原の城』（1971年）彫刻
- 元永定正『白い光が出ているみたい』（1979年）絵画
- 森田子龍『灼熱』（1955年）絵画
- 菅井汲『空間「力学」』（1983年）『ヴァリアシオン』（1978-79年）絵画
- 白髪一雄『地捷星 花頂虎』（1961年）『地文星 聖手書生』（1961年）『地稽星 操刀鬼』（1962年）絵画
- 荒川修作『Morals/Volumes/Verbing/The/Unmind/No.1』（1974-77年）絵画
- 吉原治良『無題』（1971年）絵画
- 草間彌生『ネット・アキュミュレーション』（1958年）絵画
- 黒田アキ『ヴィーナス』（1988年）絵画
- 河原温『"Today"シリーズ May 12, 1980』（1980年）絵画
- 津高和一『機』（1964年）絵画
- 李禹煥『点より』（1975年）日本画ほか
- 堂本尚郎『連鎖反応 緑赤』（1983年）絵画
- 杉本博司『プロスペクトパーク・シアター、ニューヨーク』（1978年）写真
- 田中敦子『地獄門』（1965－1969年）絵画
- 横尾忠則『トライアングル・エネジー』（1992年）絵画
- 森村泰昌『肖像（ファン・ゴッホ）』（1985年）写真
- 舟越桂『銀の扉に触れる』（1990年）彫刻
- 中原浩大『レゴ』（1990年）立体
- 千住博『ウォーターフォール』（1996年）日本画
- ヤノベケンジ『アトムカー（黒）』（1998年）立体
- やなぎみわ『アクアジェンヌ イン パラダイスII』（1995年）写真
- 畠山直哉『アンダーグラウンド』（1999年）写真
- 古橋悌二 『LOVERS』(1994年) ヴィデオ・インスタレーション

## 施設
- 展示室1, 2, 3, 4
- 情報コーナー
- 講堂
- ミュージアムショップ
- レストラン
- キッズルーム

## 建築概要
- 竣工：2004年
- 設計：シーザー・ペリ＆アソシエーツ・ジャパン他
- 施工：錢高組・鴻池組・大本組共同企業体
- 敷地面積：16,000m2（大阪市立科学館敷地内）
- 建築面積：4,300m2
- 延床面積：13,500m2
- 展示面積：3,811.1m2（地下2階（コレクション展用）：1962.2m2、地下3階（企画展用）：1,848.9m2）
- 規模：地下3階（一部地上1階）
- 所在地：〒530-0005 大阪府大阪市北区中之島4-2-55

## メディア
- トラベラー：まだ見ぬ地を踏むために-NHK

- 抽象世界-NHK

- ニュー・ウェイブ　現代美術の80年代-NHK

- 新美の巨人たち-テレビ東京

- 現代アートの100年-広島ホームテレビ

## 交通アクセス
- 京阪中之島線 渡辺橋駅 西へ約350m、中之島駅 東へ約450m
- 地下鉄四つ橋線 肥後橋駅 西へ約500m
- 阪神本線 福島駅 南へ約800m
- 大阪シティバス53号系統、75号系統 田蓑橋停留所 南へ150m、88号系統 土佐堀一丁目停留所 北へ400m
- 北港観光バス（中之島ループバス）市立科学館・国立国際美術館前停留所すぐ

## 周辺施設
- 筑前橋
- 大阪市立科学館（西側に隣接）
- 大阪中之島美術館（2022年2月2日開館（北側に隣接））
- 大阪大学中之島センター
- 関電ビルディング
- ダイビル本館
- 中之島ダイビル
- 中之島三井ビルディング
- 大阪中之島合同庁舎
- ほたるまち
- リーガロイヤルホテル
- 大阪国際会議場（グランキューブ大阪）
- 日本高校野球連盟
- 日本基督教団大阪教会
- 大阪YMCA
  - 大阪YMCA国際専門学校
- 大日本除虫菊本社